# Anjali Anand

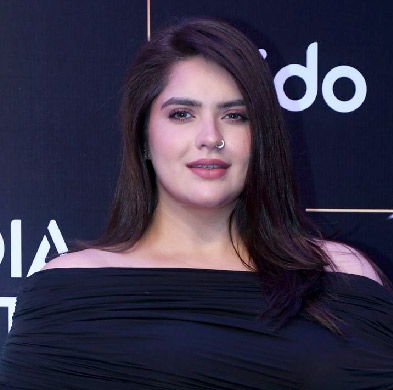
Anjali Anand

Anjali Dinesh Anand (Marathi अंजली दिनेश आनंद; * 12. Juni 1992 in Bombay) ist eine indische Schauspielerin.

## Leben und Karriere
Anand wurde in Bombay geboren und ist die Tochter des Schauspielers Dinesh Anand. Ihr Debüt gab sie 2017 in der Fernsehserie Untag. Im selben Jahr trat sie in Dhhai Kilo Prem auf. 2018 übernahm sie die Rolle der Loveleen Gill in der Dramaserie Kullfi Kumarr Bajewala. Außerdem spielte sie 2021 in dem Film Bell Bottom mit. Unter anderem wurde sie für die Serie Karan Johars Rocky Aur Rani Kii Prem Kahaani gecastet. 2023 nahm Anjali an der 13. Staffel der Reality-Show Fear Factor: Khatron Ke Khiladi teil. Später im Jahr war sie Teilnehmerin der Tanzshow Jhalak Dikhhla Jaa (Staffel 11) und schied nach 11 Wochen aus.

## Filmografie
Filme
- 2021: Bell Bottom
- 2023: Rocky Aur Rani Kii Prem Kahaani

Serien
- 2017: Dhhai Kilo Prem
- 2017: Untag
- 2018–2020: Kullfi Kumarr Bajewala
- 2024: Raat Jawaan Hai
- 2025: Dabba Cartel

Sendung
- 2023: Fear Factor: Khatron Ke Khiladi 13
- 2023–2024: Jhalak Dikhhla Jaa 11